# Tarente de Maurétanie
Tarentola mauritanica
Espèce
Synonymes
- Lacerta mauritanica Linnaeus, 1758
- Gecko muricatus Linnaeus, 1768
- Gecko stellio Merrem, 1820
- Platydactylus muralis Duméril & Bibron, 1836
- Platydactylus facetanus Strauch, 1862
- Tarentola mauritanica subvar. atlantica Doumergue, 1899
- Tarentola mauritanica subvar. lissoide Doumergue, 1899
- Tarentola mauritanica subvar. gracilis Doumergue, 1899
- Tarentola tuberculata Rosen, 1905

Statut de conservation UICN

 LC  : Préoccupation mineure
Tarentola mauritanica, appelée Tarente de Maurétanie, Tarente du midi ou encore Tarente commune, est une espèce de gecko de la famille des Phyllodactylidae.

## Description

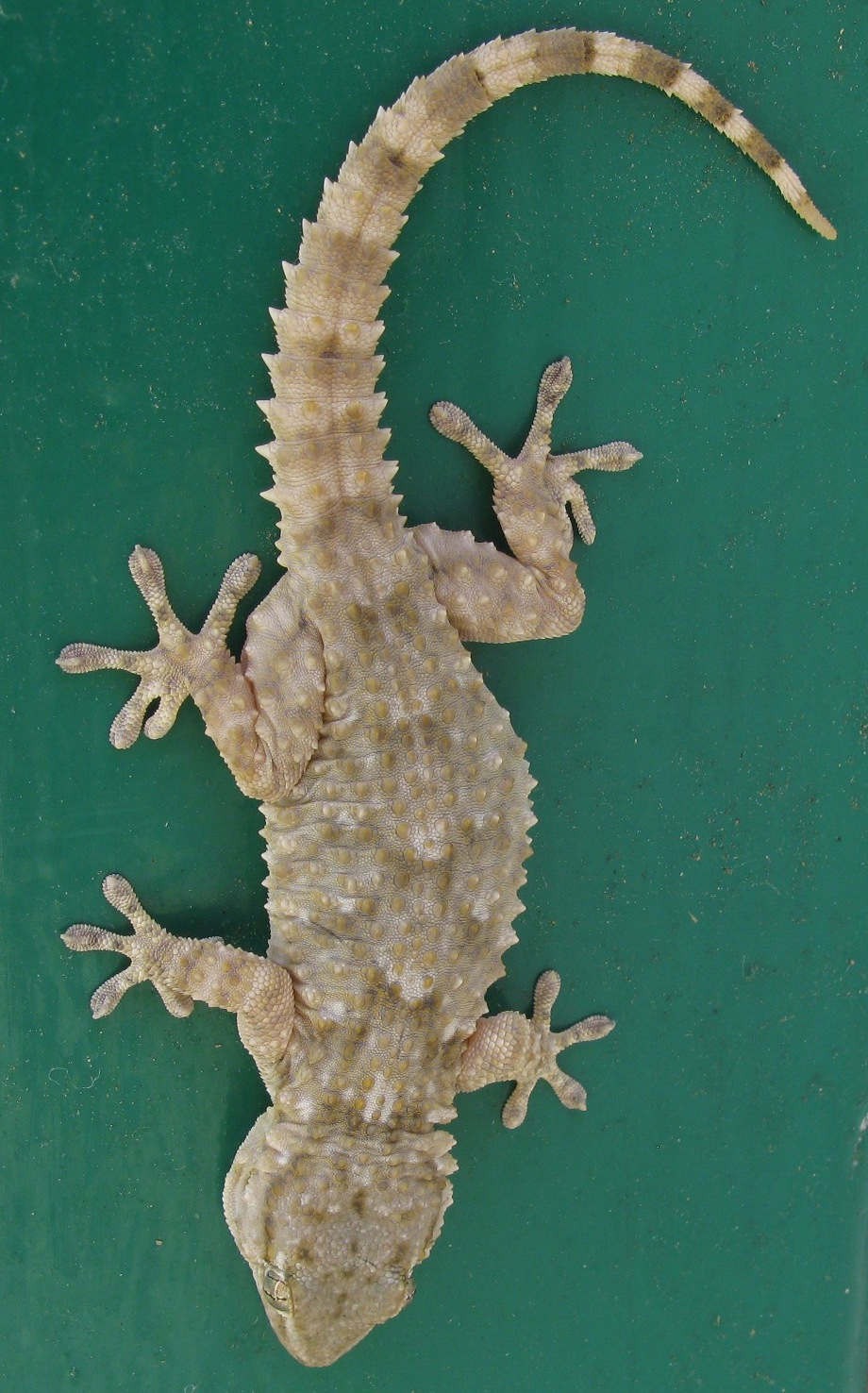

C'est une espèce de gecko principalement arboricole et nocturne vivant sur le pourtour méditerranéen.
Ce gecko est caractérisé par sa pupille verticale. Il est de taille moyenne (max. 15 cm pour les plus gros spécimens), avec une queue relativement longue. Sa peau parsemée de petites protubérances lui confère un aspect trapu et rugueux. Sa couleur va du beige clair au brun sombre, irrégulière, et peut varier en fonction du moment de la journée (plus ou moins sombre pour réguler la température). Les juvéniles présentent souvent des bandes transversales sombres.
Il est pourvu de pelotes adhésives sous les pattes (setæ), qui lui permettent de se déplacer dans les arbres et sur les murs (voire sur les vitres des maisons et au plafond).
Il est difficile de différencier les mâles des femelles. Les mâles sont en général un peu plus gros et trapus, et présentent un léger renflement à la base de la queue. Mais ces différences restent légères et difficiles à apprécier sans élément de comparaison.

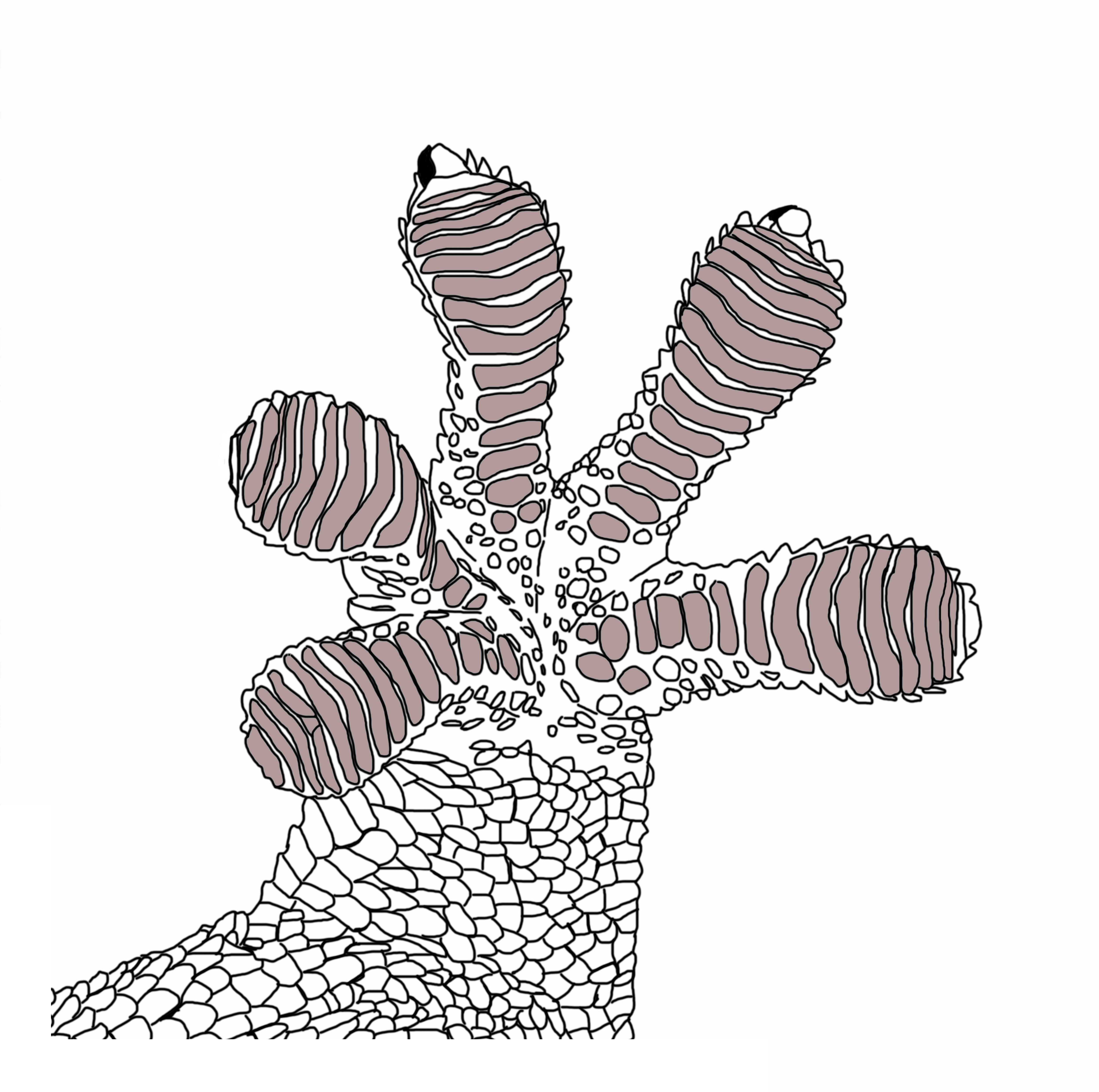
Schéma de la plante du pied d'une tarente. Sur chaque orteil il y a des lamelles adhésives qui permettent au gecko de grimper même sur des surfaces très lisses. De plus, les troisième et quatrième doigts ont des griffes bien visibles.

## Aire de répartition
On trouve ce gecko sur tout le pourtour méditerranéen, parfois relativement loin à l'intérieur des terres. En France on le trouve près des côtes mais également plus à l'intérieur (Provence, Corse, Occitanie…). Avec le réchauffement climatique, il est signalé en 2018 à Grenoble. En 2021, une étude est lancée pour connaitre l'évolution de son aire de répartition .
On le trouve également dans de nombreux autres pays et îles : Portugal, Espagne, Italie, Madère, Grèce, Sahara occidental, Maroc, Algérie, Tunisie, Libye, Égypte et dans les Balkans. Il a été introduit en Uruguay et en Californie aux États-Unis. Il est de plus en plus présent dans le sud-ouest de la France. En 2025, le reptile a également été répertorié pour la première fois en Maine-et-Loire.

### Habitat
Ces geckos affectionnent les zones pierreuses et les broussailles clairsemées. Ils se sont également très bien adaptés à l'homme et on peut fréquemment les voir sur les murs, en particulier près des éclairages − où se trouvent les insectes la nuit.

### Climat
Tarentola mauritanica vit dans un climat de type méditerranéen, avec des températures relativement élevées la journée (jusqu'à 30 °C) et des températures nocturnes moyennes (20-25 °C). La différence entre le jour et la nuit peut être plus marquée, surtout aux intersaisons.
Le taux d'humidité correspond à celui rencontré sur le pourtour de la Méditerranée, soit entre 40 et 60 %, mais pouvant varier en dehors de ces valeurs selon la saison.
Durant l'hiver la période de jour diminue et les températures peuvent descendre en dessous de 20 °C la journée, parfois nettement moins pour les zones les plus au nord. Cette espèce passe une partie de l'hiver dans une sorte d'hibernation plus ou moins longue selon le climat.

## Comportement
La tarente est un animal vif, capable de courir très rapidement sur toutes les surfaces, et de sauter très rapidement (par exemple entre le sol et une branche). C'est également un animal craintif qui ne se laisse pas facilement approcher. Elle est principalement nocturne, mais est parfois active en début de matinée et en fin de journée. On les observe fréquemment et relativement facilement lors des soirées d'été à proximité des lampes sur les murs extérieurs des maisons chassant à l’affût les insectes attirés par des sources de lumière artificielles.
Les mâles sont très territoriaux. Ils ne se tolèrent pas, et peuvent se battre en cas d'intrusion sur leur territoire ou pour une femelle.

### Alimentation
Ce sont des insectivores (carnivores) qui consomment les insectes et larves de taille adaptée qu'ils chassent activement, y compris les insectes volants. Les adultes peuvent parfois attraper de petits vertébrés (bébés lézards typiquement).

### Reproduction
Ce gecko se reproduit au printemps, au retour des beaux jours. Chaque ponte compte en général deux œufs déposés sur le sol, parfois enterrés ou sous un objet (feuille, branche…). Il peut y avoir jusqu'à quatre pontes, espacées de quelques semaines.
Les œufs incubent durant environ 30 jours (selon la température ambiante). Les petits, qui font environ 3 cm, ne mangent pas avant leur première mue, quelques jours après la naissance. Ils atteignent la maturité sexuelle à l'issue de leur première année.
Il n'y a aucune « reconnaissance » entre petits et adultes. Ces derniers peuvent même à l'occasion manger des petits qui ont une taille adaptée.

## Philatélie
Cette espèce a été représentée sur un timbre d'Espagne (5 p.) et sur un timbre du Sahara Occidental (1991, 10 p.).

## Liste des sous-espèces
Selon The Reptile Database (12 mars 2015) :
- Tarentola mauritanica juliae Joger, 1984
- Tarentola mauritanica mauritanica (Linnaeus, 1758)
- Tarentola mauritanica pallida Geniez, Escatllar, Crochet, Mateo & Bons, 1999

## Taxonomie
Tarentola mauritanica fascicularis a été élevée au rang d'espèce par Vasconcelos, Perera, Geniez, Harris & Carranza en 2012.

## Étymologie
Cette espèce est nommée en référence au lieu de sa découverte, la Maurétanie (ancien territoire des Maures, au nord de l'Afrique). Son nom vernaculaire tarente est une déformation du nom vernaculaire celte "darant" (le "t" était prononcé), qui avait encore cours au Moyen Âge.

## Élevage en captivité
Ce gecko étant présent à l'état naturel en France, il est intégralement protégé par la loi dans ce pays. Il est donc interdit d'en posséder sur le sol français. Il est par contre légal d'en élever dans certains autres pays Européens.
- Geniez, Escatllar, Crochet, Mateo & Bons, 1999 : A new form of the genus Tarentola from north-western Africa (Squamata: Sauria: Gekkonidae. Herpetozoa, vol. 12, no 3/4, p. 187-194 (texte intégral).
- Joger, 1984 : Taxonomische Revision der Gattung Tarentola (Reptilia: Gekkonidae). Bonner Zoologische Beiträge, vol. 35, no 1-3, p. 129-174 (texte intégral).
- Linnaeus, 1758 : Systema naturae per regna tria naturae, secundum classes, ordines, genera, species, cum characteribus, differentiis, synonymis, locis, ed. 10 (texte intégral).

## Galerie

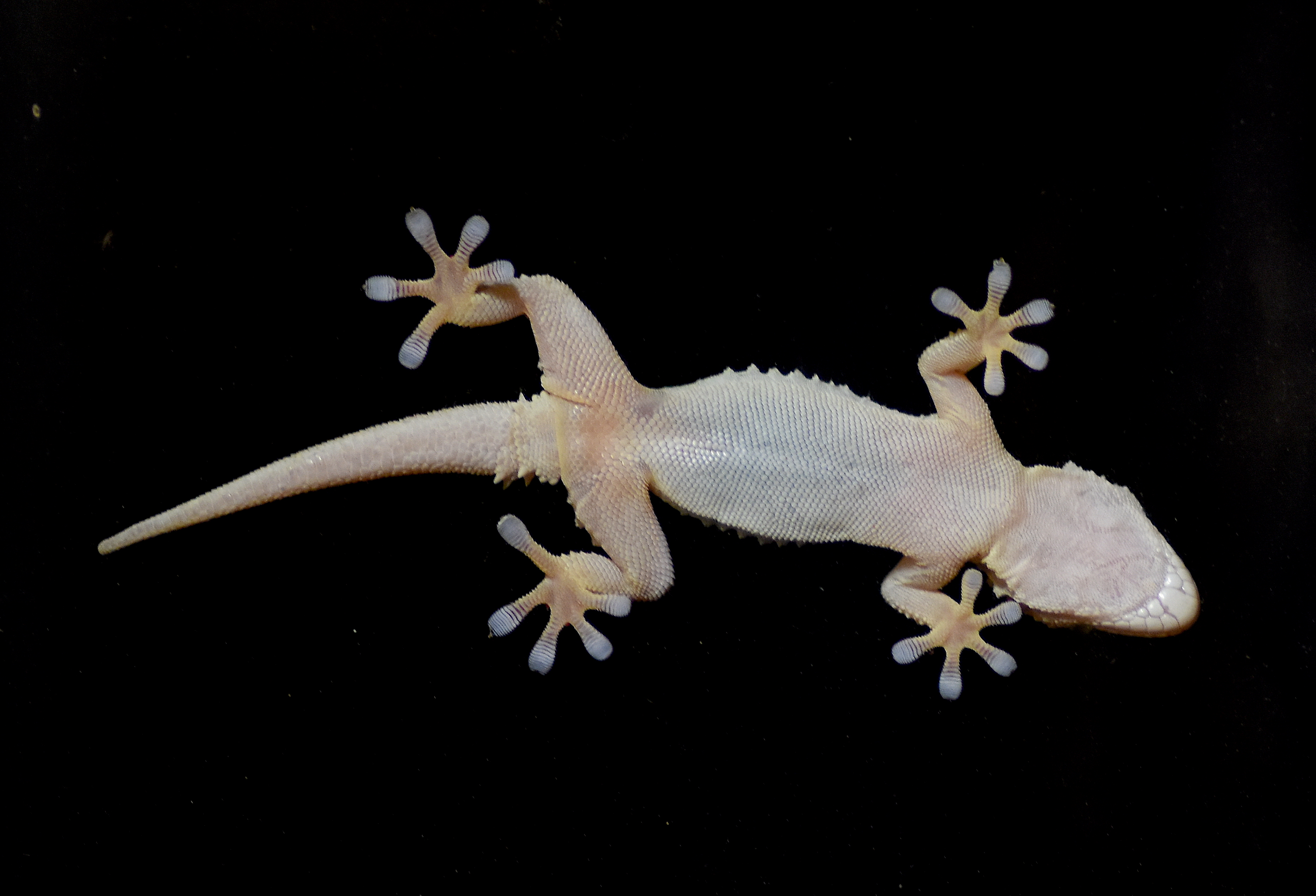
Tarente du midi, vue de dessous
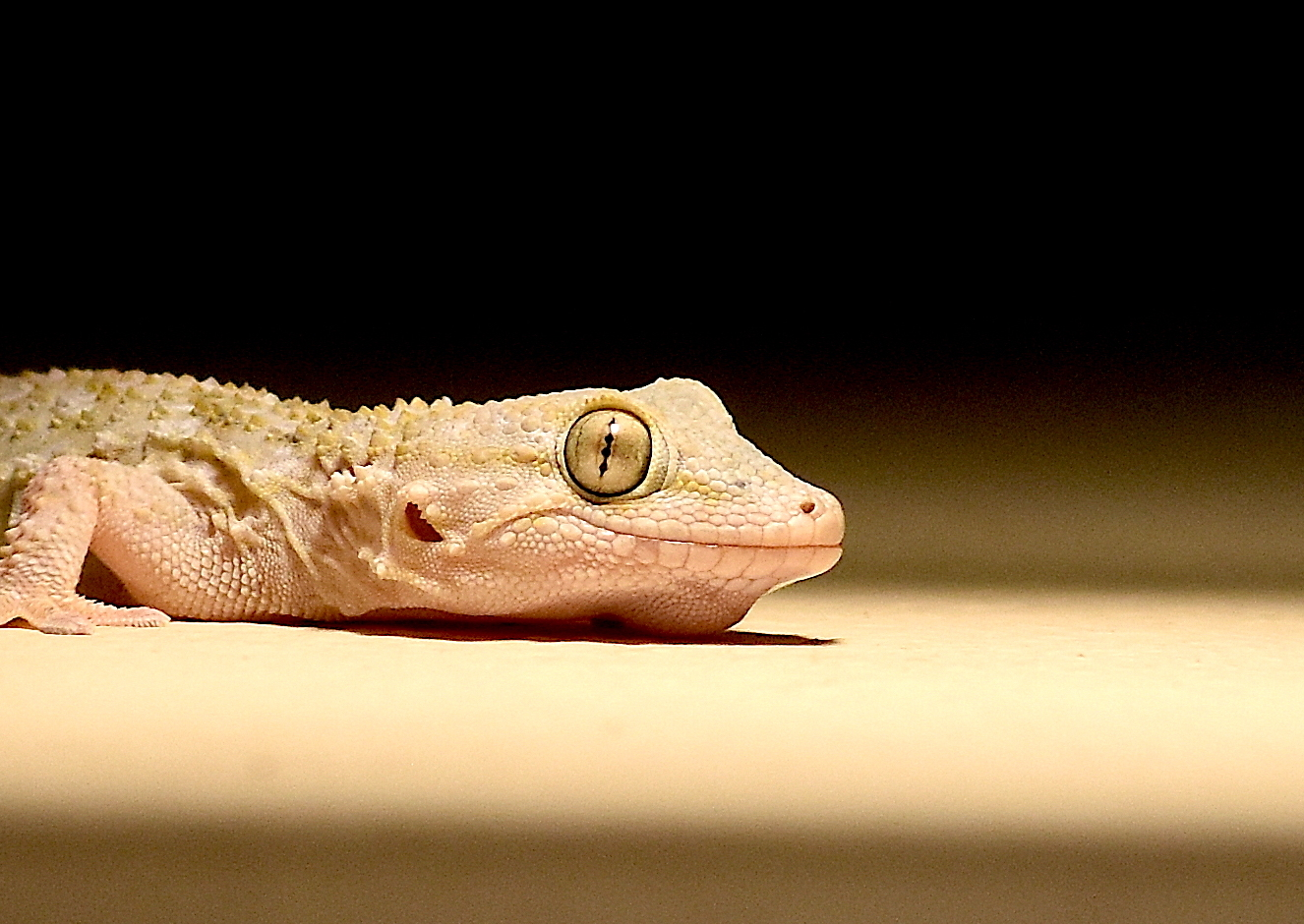
Pupille verticale d'une tarente du midi
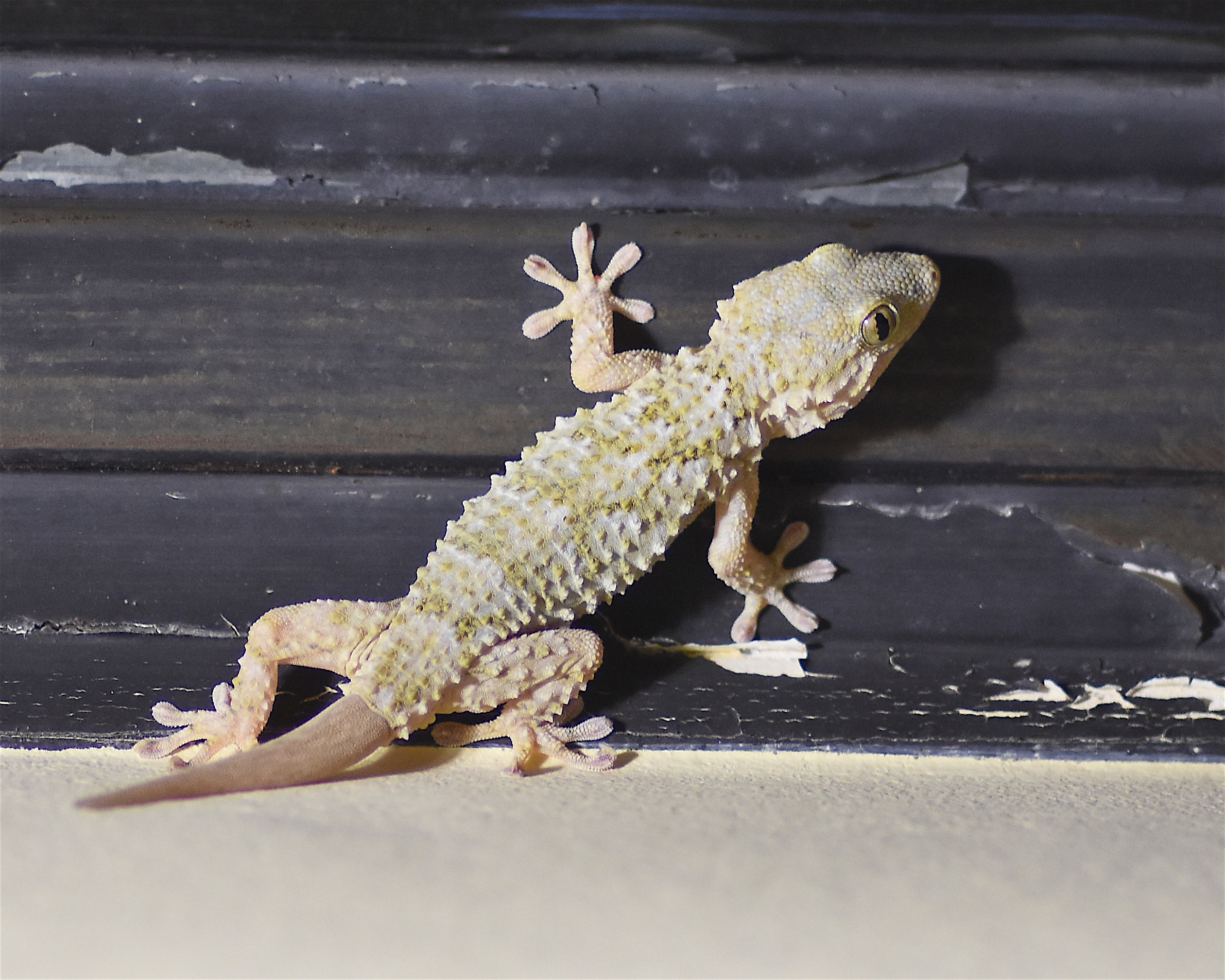
Queue régénérée d'une tarente du midi
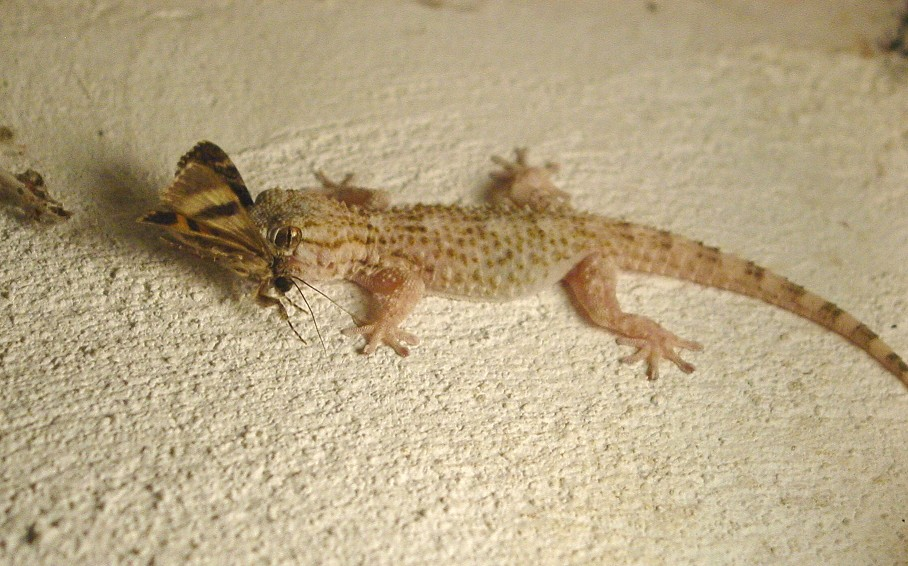
Tarente du midi en train de manger un insecte